# 烏日茄苳娘
24°04′28″N 120°38′40″E / 24.074368°N 120.644405°E
烏日茄苳娘，又稱烏日茄苳公，是位於臺灣臺中市烏日區溪埧里的茄苳樹，被當地人視為神樹，有其自稱為女性的鄉野傳說。

## 樹況
依據2006年臺中縣政府農業局調查，縣內最高齡的珍貴老樹分別是新社鄉大南村的樟樹、烏日鄉溪壩村及大里市樹王里的茄苳。其中位於溪壩村的茄苳，是位於賴姓家族的祖地上。2020年報導時，該樹樹圍8公尺、胸徑2.6公尺。里長陳南雄表示，因樹幅大會吸引很多鳥雀銜果實或者到此休息排泄，在樹上便長出不同樹種的奇特情形。

## 信仰

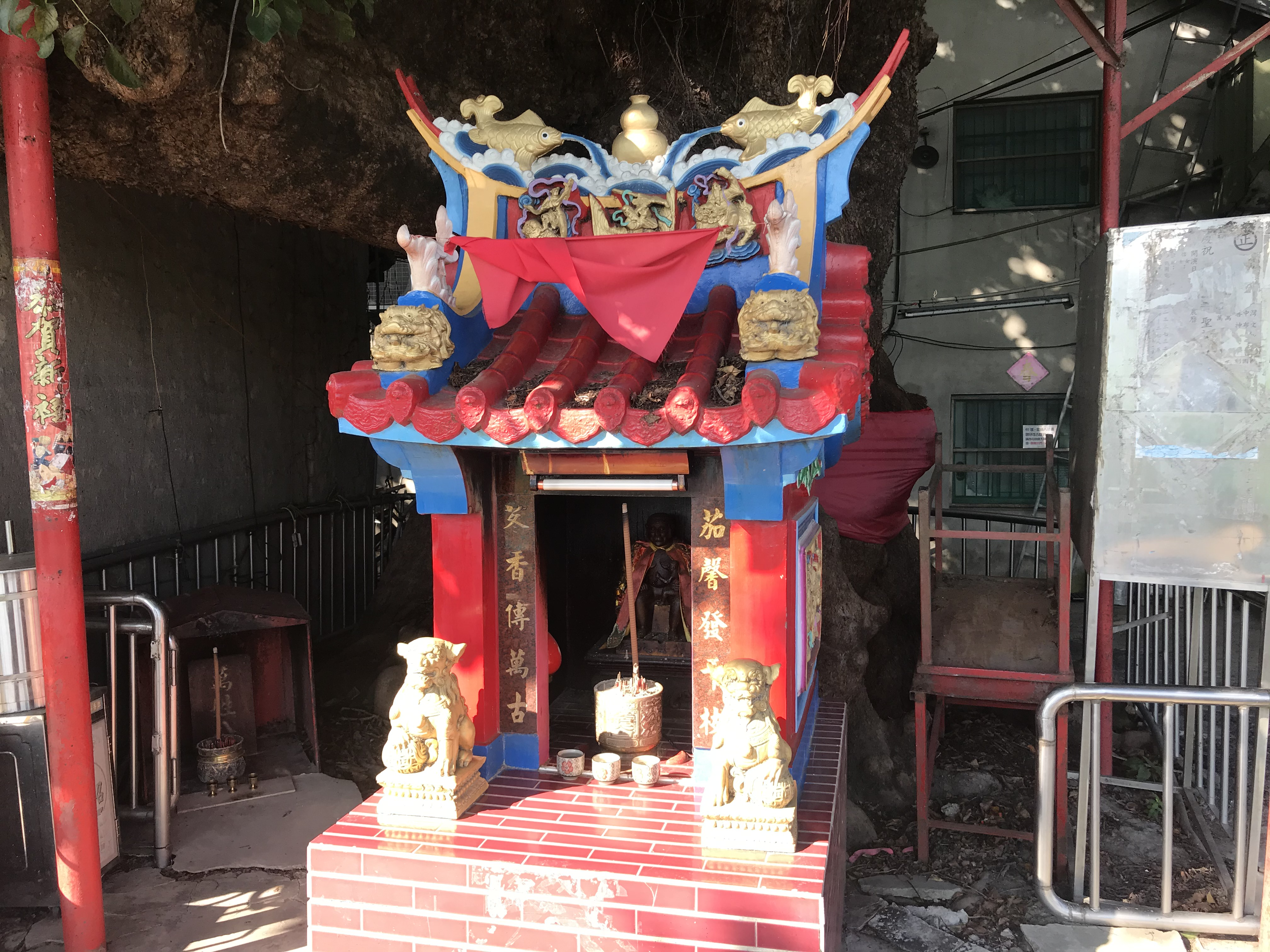
猿母元君廟

1992年已六旬的村民賴山說早於他五六歲時，族親長輩就視此茄冬為神明，設香案供拜。民眾為了要讓自己的小孩好帶，紛紛來溪福路280巷來此樹結契。另外，當地信仰相信，夫妻或未婚倩侶只要將寫著兩人八字的紙條埋在此樹下，神樹便會保佑兩人白頭偕老。
每年農曆八月十四到十六日三天，村民都會為此樹作酬神戲。傳說八月十五日茄苳樹生日，便有一隻白蛇會盤在樹上。一次，烏日一座廟宇大拜拜，乩童做法時突然說自己是該樹，且是女身，應該稱「茄苳娘」而非「茄苳公」，不過信眾依然慣叫「茄苳公」。
時任溪壩村村長的陳登正指此樹下的小廟香火鼎盛，且頗具特色。當地人賴連標回憶，長輩傳說百多年前，有一隻母猿猴棲息在樹上，因吸收到老茄苳的仙氣便成仙，常會幻化為人形，且個性頑皮。傳說一位楊姓肉販，某天遇見一位年輕陌生的婦人向他買了一串豬肉，囑他送到該樹旁，依約送肉去卻苦等不至，過了一陣，婦人又來買肉，同樣的事情再次發生。後來，居民約2000年代為母猿猴設一小廟，內安座為一尊稱為「猿母元君」、母猿猴抱著小猿猴的神像。臺灣另一棵猿猴傳說的茄苳樹，還有里港茄苳尊王。